# Diocesi di Abidda
La diocesi di Abidda (in latino Dioecesis Abiddensis) è una sede soppressa e sede titolare della Chiesa cattolica.

## Storia
Abidda era un'antica città romana che sorgeva nella provincia romana di Bizacena, nell'attuale Tunisia. Il sito è identificato con le rovine di Ksour-Abbeda.
Non è unanime tra gli studiosi l'attribuzione dei vescovi alla diocesi di Abidda. Una sede Abiddensis è attestata alla conferenza di Cartagine del 411, che vide riuniti assieme i vescovi cattolici e donatisti dell'Africa; secondo Mesnage partecipò a questa conferenza, per parte cattolica, il vescovo Onorato. Auguste Audollent invece attribuisce questo vescovo alla diocesi di Avitta Bibba. Entrambi questi storici riferiscono ad Avitta Bibba anche il vescovo Tertullo, che partecipò al concilio di Cabarsussi, tenuto nel 393 dai massimianisti, setta dissidente dei donatisti; tuttavia questo vescovo è attribuito da Morcelli alla sede di Abidda.
Dal 1933 Abidda è annoverata tra le sedi vescovili titolari della Chiesa cattolica; dal 4 novembre 2008 il vescovo titolare è Carlos Suárez Cázares, già vescovo ausiliare di Morelia.

## Cronotassi

### Vescovi
- Onorato † (menzionato nel 411)

### Vescovi titolari
- Wilhelm Josef Duschak, S.V.D. † (12 luglio 1951 - 5 maggio 1997 deceduto)
- Peter Louis Cakü † (20 maggio 1997 - 2 ottobre 2001 nominato vescovo di Kengtung)
- Mario Aurelio Poli (8 febbraio 2002 - 24 giugno 2008 nominato vescovo di Santa Rosa)
- Carlos Suárez Cázares, dal 4 novembre 2008